# William Smith (żeglarz)

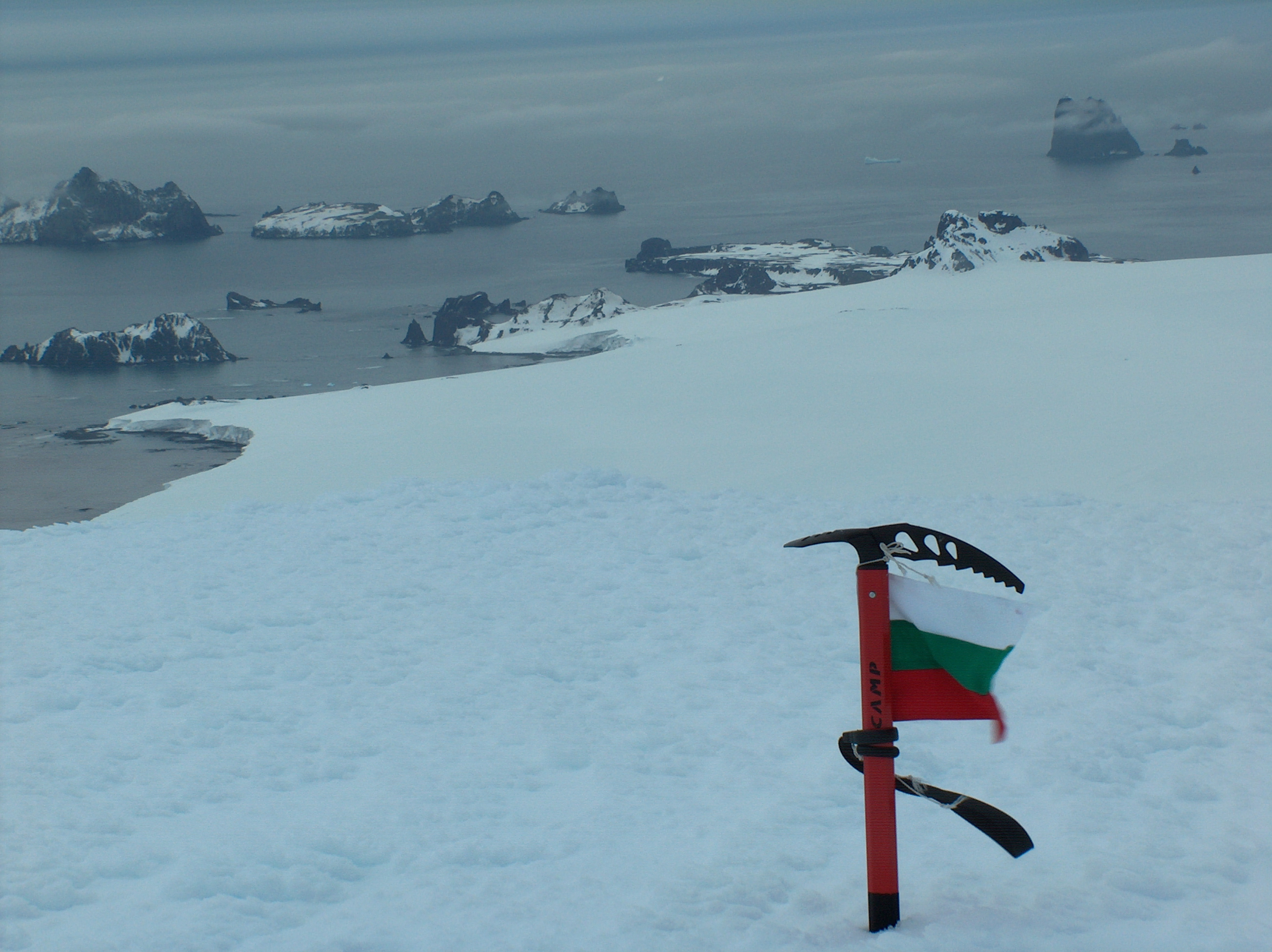
Williams Point na Wyspie Livingstona

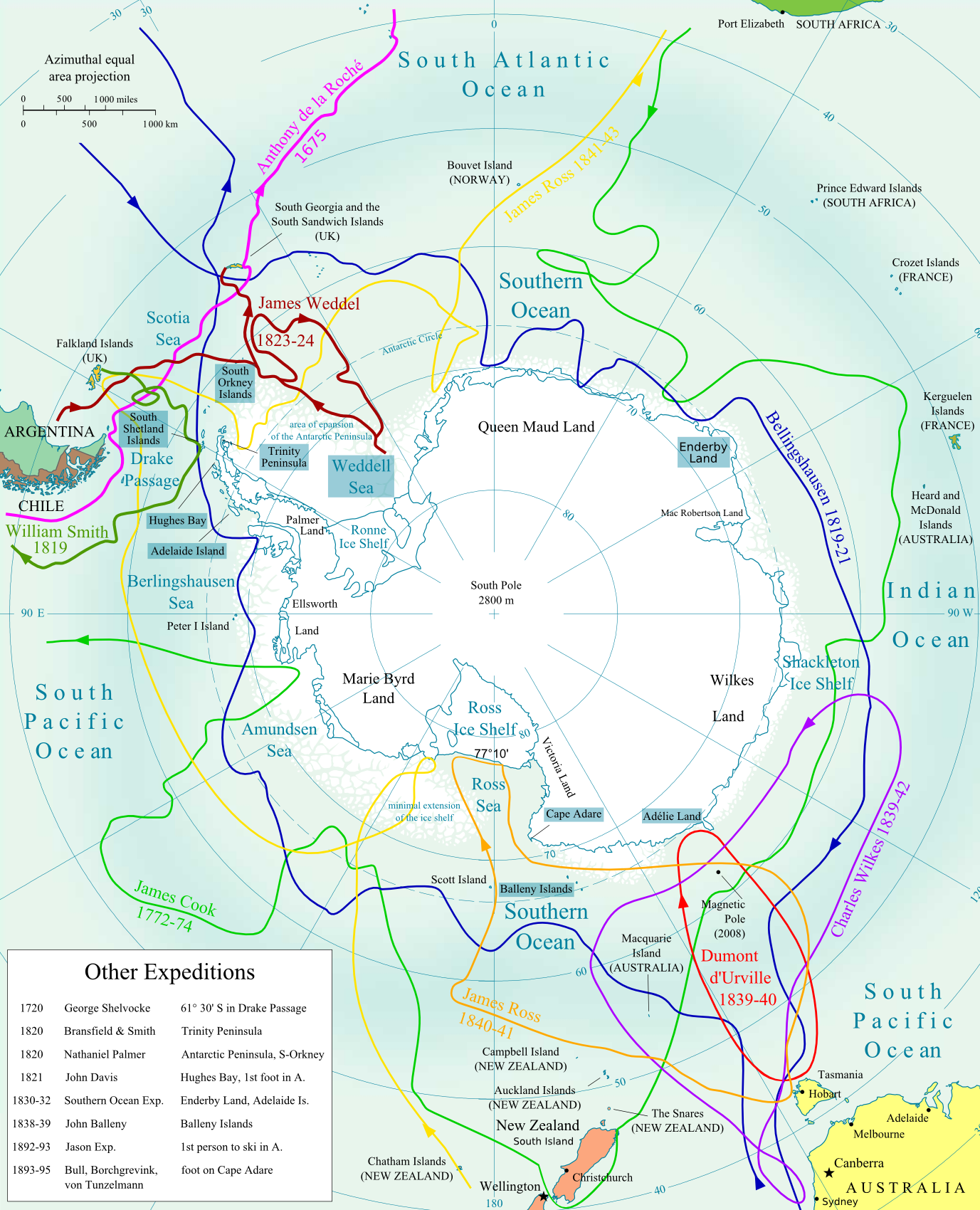

William Smith (ur. ok. 1775 w Blyth, zm. 1847) – brytyjski żeglarz, odkrywca archipelagu Szetlandów Południowych.

## Życiorys
W 1819 r., podczas rejsu statkiem "Williams" z Buenos Aires do Valparaiso, 19 lutego dostrzegł ląd na 62 stopniu długości zachodniej, ale nie przybił do jego brzegu. Początkowo nikt nie chciał uwierzyć w istnienie tego lądu, jednak podjęta wyprawa badawcza 16 października tego roku dotarła na największą z wysp archipelagu. Smith nazwał ją Wyspą Króla Jerzego, a sam archipelag Szetlandami Południowymi dla uczczenia Szetlandów znajdujących się na północ od jego rodzinnego miasta. Na początku 1820 r. Smith poprowadził Edwarda Bransfielda na statku HMS "Andromanche" do archipelagu w celu potwierdzenia odkrycia, jak i przeprowadzenia prac kartograficznych.